# C. William Kilpatrick
Charles William Kilpatrick (* 10. Juni 1944 in Wichita Falls, Texas), häufig C. William Kilpatrick, ist ein US-amerikanischer Mammaloge. Sein Forschungsschwerpunkt sind die Nagetiere.

## Leben
Kilpatrick ist der Sohn von Charles Augustus Kilpatrick and Hazel Donehoo. 1968 wurde er zum Bachelor of Science und 1969 zum Master of Science an der Midwestern State University in Wichita Falls, Texas, graduiert. Von 1969 bis 1970 war er Dozent an der Midwestern State University.
1973 wurde er unter Professor Earl G. Zimmerman an der North Texas State University zum Ph.D. in Zoologie promoviert. Von 1973 bis 1974 war er Gastdozent an der St. Lawrence University in Canton, New York. Von 1974 bis 1980 war er Assistenzprofessor und von 1980 bis 2009 war er außerordentlicher Professor an der University of Vermont in Burlington, Vermont. Seit 2009 ist er ordentlicher Professor. 1982 wurde er Kurator für Wirbeltiere am Zadock Thompson Museum of Natural History und 1985 Vorsitzender der Zoologischen Abteilung der University of Vermont.
Kilpatricks Forschungsinteressen reichen von der Populationsgenetik über die molekulare Ökologie bis hin zur molekularen Systematik. Er beschäftigt sich mit der Rolle der stochastischen evolutionären Kräfte wie Gendrift und Gründereffekt bei der Gestaltung der genetischen Struktur von Populationen. Seine Arbeiten umfassen die Nutzung der DNA-Sequenzierung und die Untersuchung der Mikrosatellitenvariation. Kilpatrick betrieb neun Jahre Feldarbeit in Zentralasien, wozu die Untersuchung der Phylogeographie der Kleinsäuger von Belutschistan und den Gebirgsregionen im Norden Pakistans zählte. Weitere Schwerpunkte sind die Weißfußmäuse (Peromyscus) von Südmexiko und Mittelamerika und die endemischen Nagetiere der Westindischen Inseln, insbesondere Kubas. 
Im Jahr 2005 schrieb Kilpatrick das Kapitel über die Stachelschweinverwandten (Hystricomorpha) im Standardwerk Mammal Species of the World. Im selben Jahr gehörte er neben Paulina D. Jenkins, Mark F. Robinson und Robert J. Timmins zu den Erstbeschreibern der Laotischen Felsenratte (Laonastes aenigmamus). Im Jahr 2017 schrieb er das Kapitel über die Familie der Maushamster (Calomyscidae) im siebten Band des Handbook of the Mammals of the World.

## Dedikationsnamen
Im Jahr 2017 benannten Robert D. Bradley, Nicté Ordóñez-Garza, Gerardo Ceballos, Duke S. Rogers und David J. Schmidly die Kilpatrick-Hirschmaus (Peromyscus kilpatricki) zu Ehren von C. William Kilpatrick.